# Шарл IV дьо Бурбон-Вандом
Шарл IV дьо Бурбо́н (на френски: Charles de Bourbon; * 2 юни 1489, Вандом, Кралство Франция; † 25 март 1537, Амиен, Кралство Франция) е граф на Вандом (1495 – 1514) и 1-ви херцог на Вандом от 1514 г.

## Произход
Той е най-големият син на Франсоа дьо Бурбон (* 1470, Вандом, † 30 октомври 1495, Верчели), граф на Вандом, и на Мария Люксембургска-Сен Пол (* 1472, Люксембург; † 1 април 1547, Ла Фер), графиня на Сен Пол, Марл и на Соасон от 1482 г., господарка на Конде, дъщеря на Пиер II Люксембургски, граф на Сен Пол, и на Маргарита Савойска. Има трима братя и две сестри:
- Жак (* 1490, † 1491)
- Франсоа I (* 6 октомври 1491, † 1 септември 1545), граф на Етутвил от 1534 г., граф на Сен Пол и на Шомон от 1546 г.
- Луи (* 2 януари 1493, † 11 март 1557), кардинал от 1517, епископ на Санс от 1535 г.
- Антоанета (* 25 декември 1494, † 22 януари 1583), съпруга от 1513 на Клод I Лотарингски, 1-ви херцог на Гиз.
- Луиза (* 1495, † 1575), игуменка на Абатство „Нотр Дам дьо Фонтевро“ от 1534 г.

## Управление
След смъртта на баща му през 1495 г. с всички владения на родителите му се разпорежда неговата майка, а Шарл постъпва на служба при Луи XII, който за него издига Вандом в херцогство през 1514 г.
По времето на Шарл IV Вандомският клон от младши в рода Бурбон става единствен. Херцог Шарл III дьо Бурбон поради факта, че е ощетен от наследството на починалата си съпруга, заговорничи срещу новия крал Франсоа I и е изгонен от страната, а неговите владения са конфискувани. Шарл IV се сражава заедно с краля при Маринияно, а когато Франсоа I попада в плен при Павия (1525), той възглавява кралския съвет като първи принц по кръв.

## Брак и потомство
∞ 18 май 1513 за Франсоаз Алансон, дъщеря на Рене д'Алансон (* 1454, † 1492), херцог на Алансон и граф на Перш (1478 – 1492), и Маргарита Лотарингска (* 1463, † 1521). Тя е последна представителка на младшия клон на дома Валоа (1490 – 14 септември 1550). Имат 13 деца:
1. Луи (23 септември 1514 – 7 април 1516), граф на Марл
2. Мария (29 октомври 1515 – 28 септември 1538)
3. Маргарита (26 октомври 1516 – 20 октомври 1589), ∞ 1538 за херцог Франсоа I дьо Невер (* 1516 † 1561)
4. Антоан (22 април 1518 – 17 ноември 1562), 2-ри херцог на Вандом, крал на Навара, баща на Анри IV Наварски – първия френски крал от Дом Бурбон.
5. Франсоа (23 септември 1519 – 23 февруари 1546), граф на Ангиен, неженен
6. Мадлен (3 февруари 1521 – ноември 1561), настоятелка на манастир „Сен Кроа“ в Поатие
7. Луи (3 май 1522 – 25 юни 1525)
8. Шарл (22 декември 1523 – 9 май 1590), архиепископ на Руан
9. Катрин (18 септември 1525 – 27 април 1594)
10. Рене (6 февруари 1527 – 9 февруари 1583)
11. Жан (16 юли 1528 – 10 август 1557), граф на Соасон и на Ангиен, херцог на Естотвил от 1557, ∞ 1557 за братовчедка си Мария, херцогиня на Естовил (* 1539 † 1601)
12. Луи I Бурбон, принц на Конде (* 7 май 1530 † 13 март 1569), ∞ за Елеонора дьо Рой. Родоначалник на Дом Конде, крупен военачалник, участник религиозните войни.
13. Елеонора (18 януари 1532 – 26 март 1611)

- Мария
- Маргарита
- Антоан дьо Бурбон
- Франсоа дьо Бурбон-Конде
- Мадлен
- кардинал Шарл
- Жан
- Луи I Бурбон, принц дьо Конде